# 佳基夫齊 (文尼察州)
49°23′23″N 27°52′17″E / 49.38972°N 27.87139°E
佳基夫齊（烏克蘭語：Дяківці），是烏克蘭的村落，位於該國西南部文尼察州，由文尼察區利廷市鎮管轄，始建於十一世紀，面積0.46平方公里，海拔高度302米，2001年人口1,343。